# 2 войны
«2 войны» — второй студийный альбом группы Слот. Выпущен в 2006 году на лейбле «Эм и Нем», в 2007 году переиздан с двумя бонус-треками и другой вокалисткой.
В 2006 году к первому изданию альбома также вышел альбом с «минусами» — инструментальными версиями песен.
На песню «2 войны» в июле 2006 года снят клип.

## Оформление альбома
На обложке нарисован убитый робот с каплями красной крови. Сверху крупно изображена эмблема группы, в правом нижнем углу мелко написано название альбома.
Имеется восьмистраничный буклет с текстами всех песен, причём слова «кровь» и «красный» в них выделены красным цветом. Есть мультимедийная часть — «минуса» (инструментальные версии всех песен, кроме «Рисунка», «Intro» и «Outro», а также live-версий «Бумеранга» и «Хаоса» с альбома Slot 1) и каталог атрибутики группы.

## Клип
В 2006 году режиссёр Даниил Сальхов из кинокомпании HHG снял клип на песню «2 войны». На кинокомпанию вышел директор группы Антон «Мегагерц» Дьяченко. Об этой же компании хорошо отозвался бывший барабанщик группы Алексей «Профф» Назарчук (раньше играл в группе «Tracktor Bowling»). Хорошей рекомендацией послужил клип Tracktor Bowling на песню «Черта» из одноимённого альбома, снятый в 2005 году и ставший первым клипом группы.
По сюжету Игорь Лобанов играет роль виртуального человека из малобюджетной игры, управляемого с ноутбука накасумби байц , но к концу клипа ему удаётся вырваться наружу.
Jonh Sinterson с Heavymusic.ru назвал песню «2 Войны» «агрессивной». Игорь Лобанов по этому поводу заявил: «Ну, вот на счёт агрессивности песни „2 Войны“, не соглашусь в принципе. Одна из самых мягких песен на альбоме. Выбирали просто: песня всем нравится, является титульной на альбоме, наша новая вокалистка Нуки великолепно её спела. Настолько круто, что нам просто захотелось побыстрее этим похвастаться перед всей музыкальной общественностью и нашими фанами. Сказать этим самым, что мы живы, и что „отряд не заметил потери бойца“ ;)».

## Списки композиций

### Издание 2006 года
Все тексты написаны Игорем Лобановым, вся музыка написана Сергеем Боголюбским, Игорем Лобановым.
| №   | Название               | Длительность |
| --- | ---------------------- | ------------ |
| 1.  | «Intro»                | 1:05         |
| 2.  | «2 войны»              | 3:42         |
| 3.  | «X-Stream»             | 3:52         |
| 4.  | «Пуля»                 | 3:14         |
| 5.  | «7 звонков»            | 4:44         |
| 6.  | «Пластика (бонус)»     | 3:34         |
| 7.  | «Колыбельная»          | 3:28         |
| 8.  | «Нет»                  | 4:12         |
| 9.  | «Здесь и теперь»       | 3:04         |
| 10. | «Terrorist»            | 3:55         |
| 11. | «День закрытых дверей» | 4:01         |
| 12. | «Воронка»              | 3:53         |
| 13. | «Рисунок»              | 5:05         |
| 14. | «Outro»                | 4:39         |

### Переиздание
| №   | Название                          | Длительность |
| --- | --------------------------------- | ------------ |
| 1.  | «Intro»                           | 0:50         |
| 2.  | «2 войны»                         | 3:45         |
| 3.  | «X-Stream»                        | 3:52         |
| 4.  | «Пуля»                            | 3:15         |
| 5.  | «7 звонков»                       | 4:44         |
| 6.  | «Пластика»                        | 3:36         |
| 7.  | «Колыбельная»                     | 3:30         |
| 8.  | «Нет»                             | 4:12         |
| 9.  | «Здесь и теперь»                  | 3:04         |
| 10. | «Terroreast»                      | 3:55         |
| 11. | «День закрытых дверей»            | 4:02         |
| 12. | «Воронка»                         | 3:54         |
| 13. | «Рисунок»                         | 6:04         |
| 14. | «Бумеранг (live)»                 | 3:53         |
| 15. | «Хаос (live)»                     | 3:20         |
| 16. | «Amadeus (feat. Кирилл Немоляев)» |              |

### Минуса (инструменталы)
| №   | Название               | Длительность |
| --- | ---------------------- | ------------ |
| 1.  | «2 войны»              | 3:36         |
| 2.  | «X-Stream»             | 3:50         |
| 3.  | «Пуля»                 | 3:22         |
| 4.  | «7 звонков»            | 3:48         |
| 5.  | «Пластика»             | 3:27         |
| 6.  | «Колыбельная»          | 2:36         |
| 7.  | «Нет»                  | 3:39         |
| 8.  | «Здесь и теперь»       | 2:53         |
| 9.  | «Terrorist»            | 3:51         |
| 10. | «Воронка»              | 3:28         |
| 11. | «День закрытых дверей» | 3:41         |

## Награды
В 2006 году группа стала победителем премии RAMP в номинации «Хит года» (за песню «2 войны»).
1 января 2007 года альбом был признан лучшим рок-альбомом 2006 года в результате голосования, проведённого российским Интернет-изданием NEWSmusic.ru.

## Состав
- Ульяна «IF» Елина — вокал (издание 2006 года)
- Дария «Nookie» Ставрович — вокал (переиздание)
- Игорь «КЭШ» Лобанов — вокал, рэп, программирование
- Сергей «ID» Боголюбский — гитара, программирование
- Михаил «Mixeu4» Королёв — бас
- Кирилл «Mr. Dudu» Качанов — барабаны, перкуссия